# Mount Balchen
Balchen är ett berg i Antarktis. Det ligger i Västantarktis. Nya Zeeland gör anspråk på området. Toppen på Balchen är 3 150 meter över havet.
Terrängen runt Balchen är bergig åt sydväst, men åt nordost är den kuperad. Balchen ligger uppe på en höjd som går i öst-västlig riktning. Trakten är obefolkad. Det finns inga samhällen i närheten.